# Benincasa hispida
La zucca di cera o zucca cinese (Benincasa hispida (Thunb.) Cogn.) è una pianta appartenente alla famiglia delle Cucurbitaceae. I suoi frutti sono usati come verdura in Asia.

## Descrizione

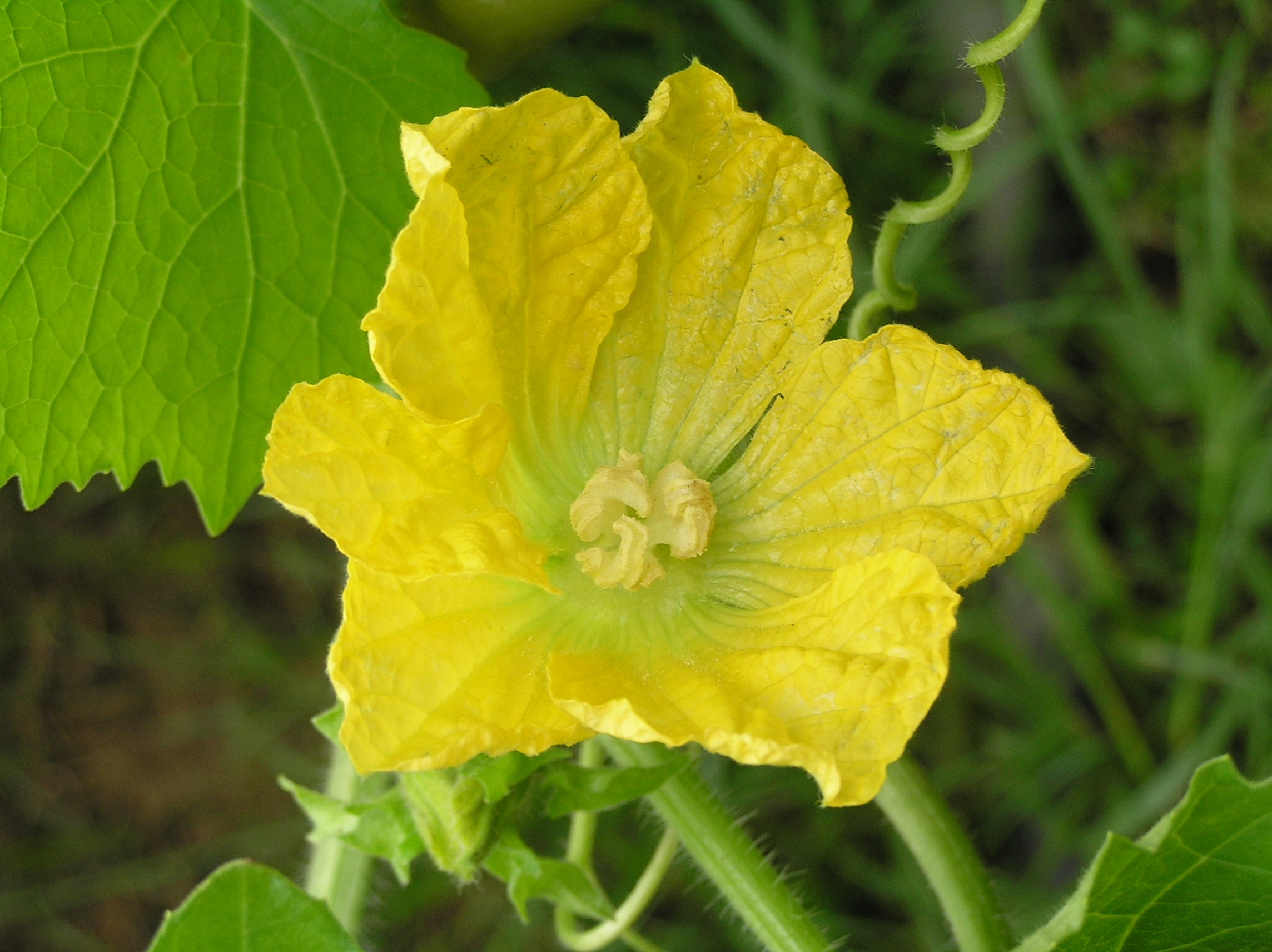
Fiore di zucca di cera

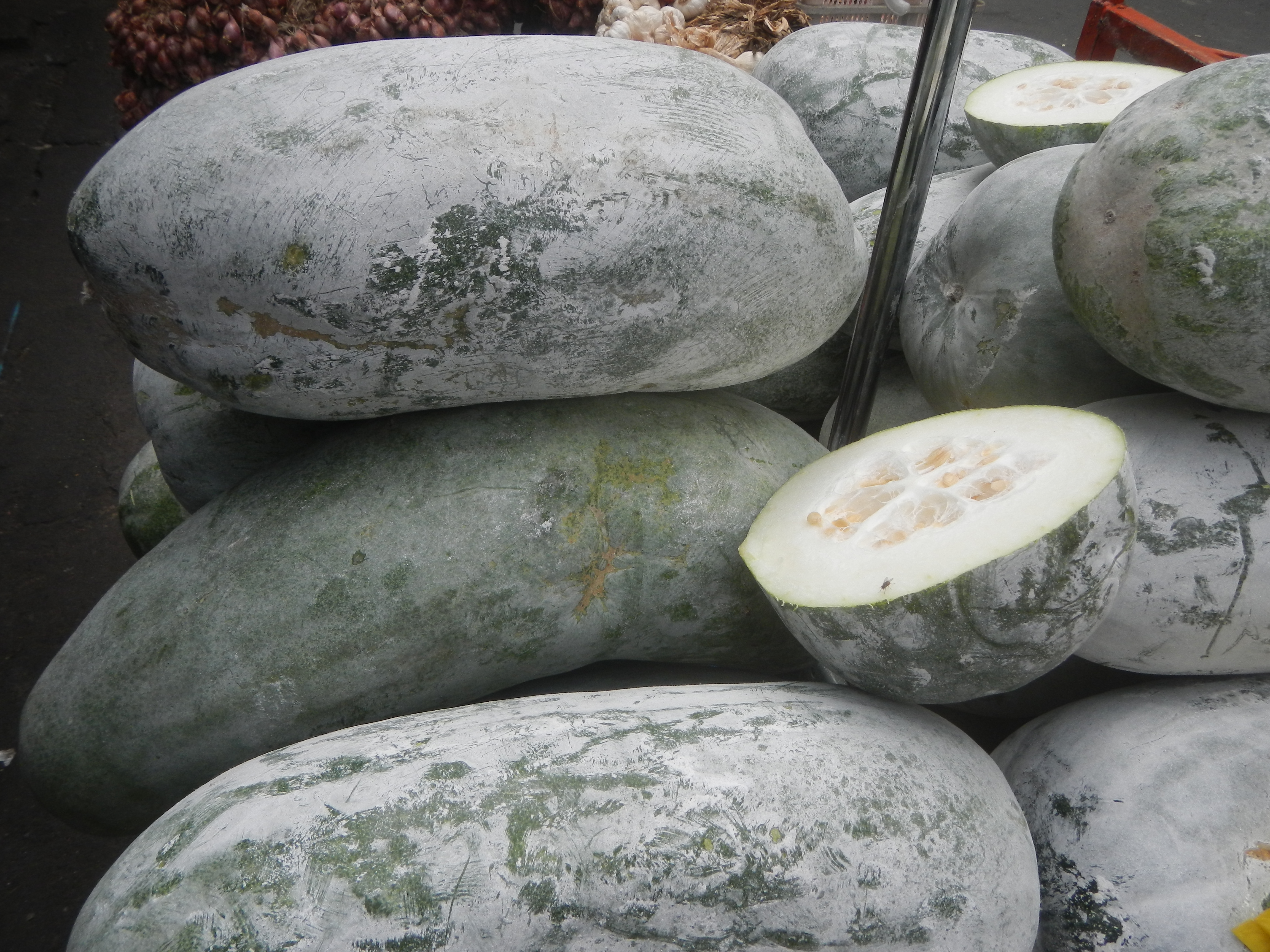
Frutti di zucca di cera

La zucca di cera forma liane lunghe e ramificate. Gli assi del fusto sono più o meno pelosi e i viticci divisi in 2-3 parit e più o meno pelosi nascono in corrispondenza dei nodi.
Le foglie sono disposte alternativamente e sono divise in piccioli e lamine. I piccioli robusti e ispidi sono relativamente lunghi, fino a 20 cm. La lamina fogliare semplice è lunga e larga da 20 a 25 cm ed ha un'estremità appuntita. Il bordo fogliare è dentellato o seghettato e la nervatura è palmata. Quando vengono schiacciate, le foglie emanano un odore sgradevole.
Benincasa hispida è monoica a sessi separati e i fiori maschili e femminili si trovano singolarmente all'ascella delle foglie. I fiori maschili hanno steli lunghi, i fiori femminili hanno steli più corti e gli steli fiorali sono ispidi e pelosi.
I fiori grandi, unisessuali, sono quintuplici e hanno un doppio perianzio.  I petali obovati, più peluria fine all'interno e più lunga all'esterno, sono gialli e e lunghi fino a 5 cm.
I frutti quasi glabri e con molti semi sono lunghi da 20 a oltre 60 cm e presentano una cuticola spessa, più o meno cerosa, da cui deriva il nome comune della pianta. La buccia del frutto è dura e secca, ricoperta di cera biancastra. I frutti giovani hanno peli ispidi e poi diventano glabri.
I frutti possono pesare fino a 40 chilogrammi nelle varietà coltivate. La forma varia a seconda della cultivar, ci sono forme allungate che raggiungono oltre il metro di lunghezza, ma anche forme più piccole, da ellissoidali a più o meno ovoidali e forme sferiche o reniformi. Il colore è verde con alcune chiazze più chiare. La polpa è bianca, croccante e succosa. Il contenuto di acqua è di circa 96 % e il contenuto di carboidrati è molto basso. I numerosi semi, un po' appiattiti, a forma di uovo e di colore beige, sono lunghi fino a 1–1,5 cm.

## Distribuzione e habitat
La zucca di cera è originaria della zona che si estende dalla Malesia centrale e meridionale al Pacifico sud-occidentale, ma si è diffusa in Cina, nel subcontinente indiano e nel Sud-est astiatico. Cresce principalmente in climi tropicali umidi.
La zucca di cera viene coltivata in gran parte dell'Asia meridionale, sud-orientale e orientale, in particolare in Cina, India e Filippine. In America Latina e nei Caraibi viene coltivata dagli immigrati. La specie è coltivata da almeno 2.300 anni. La zona di origine è considerata la Papua Nuova Guinea, le Isole Salomone e il Queensland.

## Coltivazione
La zucca di cera prospera meglio in temperature calde (oltre 25 °C), aree soleggiate e moderatamente secche dei tropici ad altitudini inferiori a 1500 metri. Grazie alla sua rapida crescita, può essere coltivata anche a latitudini temperate. Ai tropici sono possibili due raccolti all'anno.
Le piante possono essere coltivate sui muri delle case, su sostegni di bambù o come rampicanti sugli alberi. Nella coltivazione commerciale vengono coltivate a terra o su supporti. La zucca cerata è relativamente resistente alla siccità, ma richiede irrigazione dopo una o due settimane di siccità.
I frutti acerbi vengono raccolti circa una settimana dopo la fioritura, quelli maturi dopo due o tre mesi.
La zucca di cera è relativamente insensibile alle malattie e ai parassiti. Poiché è resistente anche alle malattie del terreno, viene talvolta utilizzato come portainnesto.

## Usi

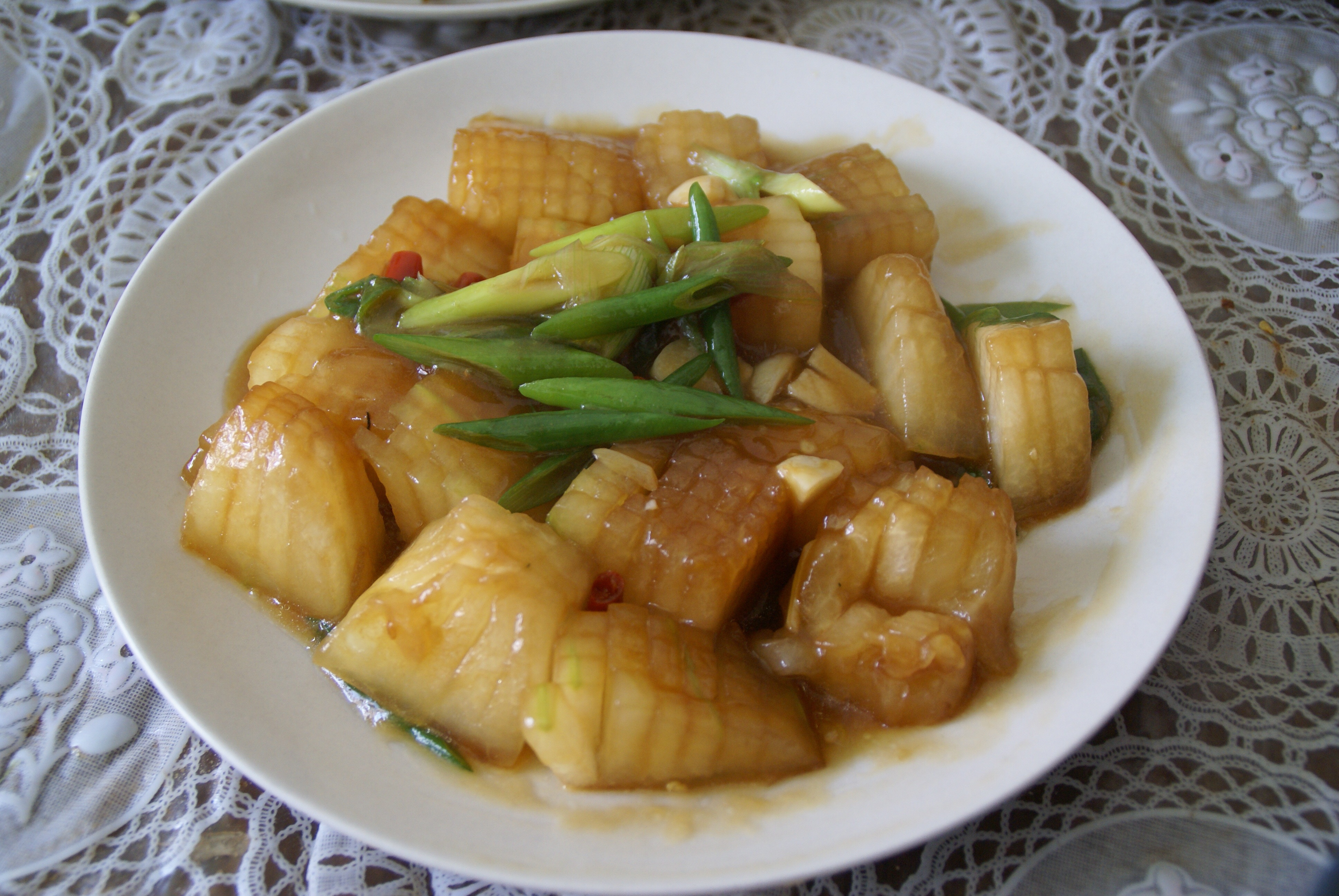
Zucca di cera preparata in Cina

I frutti maturi e acerbi vengono consumati crudi, cotti o conservati. In Cina, tra le altre cose, i frutti maturi vengono trasformati in zuppa. La scorza scavata e intagliata viene utilizzata come zuppiera nelle occasioni festive. In India, i frutti vengono tagliati a pezzi e bolliti nello sciroppo di zucchero e trasformati in un dolce chiamato petha. Qui viene talvolta presentato ai matrimoni come portafortuna. In Vietnam, dove il frutto è chiamato bí đao, viene trasformato in un popolare piatto saltato in padella (bí đao xào) insieme ad aglio, cipolla, cavolo e salsa di pesce.
Le foglie giovani, le punte dei viticci e i boccioli dei fiori vengono consumati cotti come verdure. Semi, frutti, foglie e radici vengono utilizzati in vari modi come medicinali nell'Asia meridionale e orientale, ad esempio nella medicina tradizionale cinese e nell'ayurveda indiana.
La cera, che continua a formarsi dopo la raccolta, viene talvolta trasformata in candele.